# David Lowenthal
David Lowenthal (New York, 26 april 1923 – Londen, 15 september 2018) was een Amerikaans historicus en geograaf. 

## Biografie
David Lowenthal werd geboren in New York als zoon van Max Lowenthal en Eleanor Mack. Zijn vader was advocaat en onder andere adviseur van president Harry Truman. Lowenthal studeerde geschiedenis aan Harvard University, waar hij in 1943 zijn BS History haalde. Daarna ging hij in militaire dienst. Hij arriveerde drie maanden na D-day in Europa. In de herfst van 1944 werd hij getroffen door loopgraafvoet en voor herstel naar Somerset in Engeland gestuurd. Dat werd het begin van een levenslange belangstelling voor Engeland en het Engelse landschap. Na zijn herstel werd hij toegevoegd aan de militaire inlichtingendienst in het kader van het Intelligence Photographic Documentation Project. Hij bracht gebouwen en strategische objecten in het landschap in West-Europa in kaart. In september 1945 keerde hij terug naar Washington D.C.
Van 1945-1946 was hij als onderzoeker werkzaam bij het U.S. State Department. Hij ging daarna weer studeren bij Carl Ortwin Sauer aan de University of California. In 1950 verkreeg hij zijn MA in Geography. Lowenthal vertrok naar Madison om te studeren onder supervisie van de historicus Merle Curti en de geograaf Richard Hartshorne. Hij sloot deze studies af met het behalen van een PhD in History in 1953. Het onderwerp van zijn proefschrift was de biografie van George Perkins Marsh. 
Van 1952-1956 werkte Lowenthal aan het Vassar College als Assistant Professor in History, een baan die hij combineerde met de functie van hoofd van de afdeling Geografie. Tussen 1956 en 1972 werkte hij als onderzoeker bij de American Geographical Society. Hij combineerde deze functie met verschillende onderzoeks- en onderwijsactiviteiten elders onder andere bij de University of the West Indies op Jamaica en het Institute of Race Relations in Londen.
In 1972 werd hij benoemd als Professor in Geography aan het University College London. In 1985 ging hij met emeritaat maar hij bleef zeer actief in de wetenschap tot zijn overlijden op 15 september 2018.

## Wetenschappelijk werk
In zijn wetenschappelijk werk verkende Lowenthal de grote variatie aan relaties tussen de samenleving en de (natuurlijke) omgeving. Lowenthal beperkte zich daarbij niet tot de disciplines van geografie en geschiedenis. Hij schreef ook invloedrijke artikelen en boeken op het gebied van landschaps- en erfgoedbeheer.

### George Perkins Marsh
In zijn proefschrift wees Lowenthal op de betekenis van de opvatting van George Perkins Marsh over de relatie mens-natuur. In 1864 had Marsh ‘Man and Nature: Or, Physical Geography as Modified by Human Action’ gepubliceerd, in een tijd dat de Verenigde Staten in een hoog tempo industrialiseerde onder gelijktijdige exploitatie van de aanwezige natuurlijke hulpbronnen. Marsh zag natuur als een culturele constructie en hij waarschuwde voor de gevolgen van het menselijk ingrijpen in de natuurlijke omgeving. Marsh kan worden beschouwd als een van de grondleggers van de milieubeweging. Zijn boek behoorde met het 5 jaar eerder gepubliceerde ‘On the Origin Of Species’ van Charles Darwin tot de invloedrijkste teksten van de 19e eeuw. Lowenthal bracht de opvattingen van Marsh weer voor het voetlicht bij het begin van de milieubeweging in de periode na de Tweede Wereldoorlog. Zijn biografie van Marsh geldt nog steeds als een standaardwerk. In 2000 verscheen een grondig herziene versie van zijn proefschrift onder de titel ‘Georg Perkins Marsh: Prophet of Conservation’. Hij voegde twee hoofdstukken aan de oorspronkelijke druk toe. Daarin zette hij nog eens uiteen hoe belangrijk het werk van Marsh was, niet alleen in de 19e eeuw, maar ook voor de hedendaagse milieuproblematiek. . In 1965 had Lowenthal een heruitgave van ‘Man and Nature’ verzorgd en in 2003 bracht hij het opnieuw uit met een uitvoerige inleiding.

### Landschap en Culturele Geografie
Lowenthal schreef in 1961 een artikel over de geografische verbeeldingskracht van mensen waarmee hij een van de wegbereiders werd voor een nieuwe kijk op het landschapsonderzoek en daarmee ook van de Nieuwe Culturele geografie (in het bijzonder voor het werk van Denis Cosgrove,  Stephen Daniels en Kenneth Olwig). Hij wijst de kritiek van Richard Hartshorne op het landschapsbegrip af (het zou te vaag zijn en daarom ongeschikt als wetenschappelijk concept). Lowenthal kiest een ander kennistheoretisch uitgangspunt. Voor hem telde alle individueel verworven kennis en ervaring: “Every image and idea about the world is compounded, then, of personal experience, learning, imagination, and memory……..We are all artists and landscape architects, creating order and organizing space, time, and causality in accordance with our apperceptions and predilections”.

### Erfgoed
Zijn belangstelling voor de manier waarop het landschap werd geïnterpreteerd en gewaardeerd bracht hem op het spoor van de relatie tussen geschiedenis en erfgoed, meer in het bijzonder hoe mensen in heden en verleden vorm geven aan het landschap. In 1975 presenteerde hij ‘Past, time, present place’, een uitwerking van zijn oratie in Londen. Mensen geven vorm aan het landschap op basis van gedeelde verhalen over het verleden: “For David, history and heritage were the battlegrounds of a constant struggle between our urge to reshape the past in our self-justifying image and the past’s enormous power to determine our inherited identities and attitudes about the world”. . Na zijn emeritaat verscheen in 1985 Lowenthal’s belangrijkste werk ‘The Past is a Foreign Country’. Op basis van een grote verscheidenheid aan bronnen (uit onder andere de literatuur, de kunst, de architectuur, de geschiedenis, de geografie en de fotografie) onderzoekt hij hoe de samenleving het verleden waardeert, gebruikt en misbruikt, opnieuw vorm geeft en er afstand van neemt. Sindsdien wordt Lowenthal beschouwd als de vader van de erfgoedstudies. Tegenover de oudere historiserende opvatting van erfgoed als artefact, plaats of gebouw stelt Lowenthal een constructivistische opvatting: “… de verbeelding van het verleden werd bepaald door de tijdgeest. Meer dan eens resulteerde dit in een regelrecht misbruik van het verleden. Lowenthals studie maakte velen vertrouwd met het idee dat de omgang met het verleden eerder een spiegel was van de hedendaagse samenleving dan van de historische werkelijkheid” . In 2015 publiceerde Lowenthal een nieuwe versie van de ‘Past’. Het is meer dan een bijgewerkte uitgave geworden. De uit 1985 stammende tekst is grondig bewerkt en uitgebreid met 200 pagina’s. 
In 1996 verscheen ‘Possessed by the Past. The Heritage Crusade and the Spoils of History’. Het is een kritische beschouwing over de sterk gegroeide belangstelling voor het erfgoed. Lowenthal onderzoekt waarom erfgoed tegenwoordig zo populair is geworden en hij analyseert de positieve en negatieve aspecten van het gebruik van erfgoed in het beleid en de commercie. Naar zijn mening is er een belangrijk verschil tussen geschiedenis en erfgoed: ‘Heritage diverges from history not in being biased but in its attitude toward bias. Neither enterprise is value-free. But while historians aim to reduce bias, heritage sanctions and strengthens it’.. Voor hem dient de geschiedenis het verleden te ontdoen van mythes. Erfgoed daarentegen construeert het verleden voor hedendaagse doeleinden en is daarmee meer en meer speelbal van politieke en commerciële doeleinden.

### Quest for the Unity of Knowledge
In september 2012 gaf Lowenthal in Stockholm een serie voordrachten in het kader van de Archipelago Lecture Studies. Deze voordrachten werden in bewerkte vorm kort na zijn overlijden gepubliceerd. Centraal staat de  vraag of wetenschap een eenheid is. Sommigen zien de eenheid van wetenschap als een ideaal, anderen daarentegen ontkennen dat eenheid mogelijk is. Lowenthal analyseert de tegenstrijdige visies in dit boek tegen de achtergrond van zijn kennis op het gebied van natuurbeheer, landschap en erfgoedstudies. 

## Onderscheidingen
- 1997 De Victoria Medal van de Royal Geographical Society
- 1999 De Cullum Geographical Medal of the American Geographical Society
- 2004 De Scottish Geographical Medal
- 2016 De British Academy Medal
- 2001 Fellow of the British Academy (FBA)

## Een selectie van zijn wetenschappelijk werk
- 1958 George Perkins Marsh: Versatile Vermonter, New York, Columbia University Press
- 1961 Geography, Experience, and Imagination: Towards a Geographical Epistemology, in: Annals of the Association of American Geographers, Vol. 51, No. 3 (September 1961), pp. 241-260
- 1965, English Landscape tastes, Geographical Review, 55, pp. 186-222 (met Hugh C. Prince)
- 1972.West Indian Societies. American Geographical Society Research Series, No. 26. London: Oxford University Press.
- 1975 Past time, present place: Landscape and memory, in: Geographical Review, 65 pp. 1-36
- 1982 Finding Valued Landscapes, Progress in Human Geography, 2, pp. 373-418
- 1985.The Past Is a Foreign Country. Cambridge, England: Cambridge University Press (ISBN 0521294800)
- 1996 Possessed by the Past: The Heritage Crusade and the Spoils of History. David Lowenthal. New York: Free Press  (ISBN 0-684-82798-0).
- 2004 The Island Garden: English Landscape and British Identity. In History, Nationhood and the Question of Britain, edited by H. Brocklehurst and R. Phillips, 137-148. Basingstoke, Palgrave Macmillan
- 2015 The Past Is a Foreign Country—Revisited, Cambridge, UK: Cambridge University Press, cloth (ISBN 9780521851428)
- 2000 George Perkins Marsh: Prophet of Conservation (Weyerhaeuser Environmental Books), Seattle: University of Washington Press
- 2017 Shakespeare's thought : unobserved details and unsuspected depths in thirteen plays, Lanham : Lexington Books
- 2018 Quest for the Unity of Knowledge, Routledge Environmental Humanities serie

- Bibliothèque nationale de France: cb12043312t (data)
- Catàleg d'autoritats de noms i títols de Catalunya: 981058528796406706
- Gemeinsame Normdatei: 138240337
- International Standard Name Identifier: 0000 0001 1605 1003
- Library of Congress Control Number: n97075775
- Nationale Bibliotheek van Letland: 000029796
- Nationale Bibliotheek van Tsjechië: jn20000603808
- Nationale Bibliotheek van Israël: 987007264730505171
- Nederlandse Thesaurus van Auteursnamen: 067596010
- Istituto Centrale per il Catalogo Unico: MILV016082
- Système universitaire de documentation: 028638433
- Virtual International Authority File: 24619668
- WorldCat: E39PBJqKgwhgTTbgmfbxGbQDv3